# إبراهيم أحمد عبد الوارث
إبراهيم أحمد عبد الوارث (من مواليد 16 ديسمبر 1988) هو مصري، لاعب رياضي بارالمبي متخصص في ألعاب القوى مشارك ضمن تصنيف F44، وخاصة في أحداث الرمي. مثل عبد الوارث بلاده في دورة الألعاب البارالمبية الصيفية 2012 التي اقيمت في لندن، حيث شارك في رمي القرص ودفع الجلة في فئتي F37 و F38 . احرز المركز الثامن في رمي القرص، و لكنه نجح في دفع الجلة حيث حصل على الميدالية الفضية برمية بلغت 15.53. كما حقق عبد الوارث نجاحا في بطولة العالم حيث فاز بالميدالية الذهبية في بطولة العالم لألعاب القوى لذوي الإعاقة 2011 في كرايستشيرش. ومنذ تغييرات في عام 2013، إعيد عبد الوارث باعتباره رياضياً في الفئة الجديدة T44، حيث واجه صعوبة في تكرار الفوز السابقة.